# Istanbulkonventionen
Istanbulkonventionen, formellt Europarådets konvention om förebyggande och bekämpning av våld mot kvinnor och av våld i hemmet, är en internationell konvention inom Europarådet som syftar till att bekämpa våld mot kvinnor och våld i nära relationer.
Konventionen upprättades den 11 maj 2011 i Istanbul, Turkiet, och kan sedan dess undertecknas och ratificeras av Europarådets medlemsstater samt Europeiska unionen (EU). Även andra stater kan tillträda konventionen efter godkännande av Europarådets ministerkommitté. I mars 2019 hade 45 stater samt EU undertecknat konventionen. Turkiet blev den 12 mars 2012 den första staten att ratificera konventionen men i mars 2021 utträdde Turkiet ur Istanbulkonventionen.
|  | Stater som undertecknat och ratificerat |

|  | Stater som endast undertecknat |

|  | Stater inom Europarådet som ej undertecknat |

|  | Stater utanför Europarådet som ej undertecknat |

Sedan dess har ytterligare 38 stater ratificerat den: Albanien, Andorra, Belgien, Bosnien och Hercegovina, Cypern, Estland, Danmark, Finland, Frankrike, Georgien, Grekland, Irland, Island, Italien, Kroatien, Liechtenstein, Luxemburg, Malta, Moldavien, Monaco, Montenegro, Nederländerna, Nordmakedonien, Norge, Polen, Portugal, Rumänien, San Marino, Schweiz, Serbien, Slovenien, Spanien, Storbritannien, Sverige, Tyskland, Ukraina, Österrike och Lettland. Den 1 juni 2023 godkändes konventionen även av Europeiska unionens råd. Konventionen trädde i kraft den 1 augusti 2014.
Konventionen har i vissa länder, särskilt i de östra delarna av Europa, setts som kontroversiell, bland annat på grund av dess skrivningar om genus och skydd av sexuella minoriteter.